# رادووسنیتسه ایای
رادووسنیتسه ایای (به لاتین: Radovesnice II) یک منطقهٔ مسکونی در جمهوری چک است که در ناحیه کولین واقع شده‌است.